# الازار بن یایر
الازار بن یایر (ELEAZAR BEN JAIR) در قرن اول میلادی رهبر سیکاری‌های یهودی بود که قلعه ماسادا را در تصرف داشتند. الازار از سال ۶۶ تا سقوط آن در سال ۷۳ فرمانده قلعه محاصره شده بود. به گفته یوسف فلاوی مورخ یهودی قرن اول میلادی، او از نوادگان یهودای جلیلی بود که پایه‌گذاری «زیلوت‌ها» به او نسبت داده می‌شود، اگرچه برخی او را سیکاری شناسایی می‌کنند.